# Stefan Jaracz
Stefan Jaracz (* 24. Dezember 1883 in Stare Żukowice, Österreich-Ungarn, heute Polen; † 11. August 1945 in Otwock, Polen) war ein polnischer Schauspieler bei Bühne und Film und ein Theaterleiter.

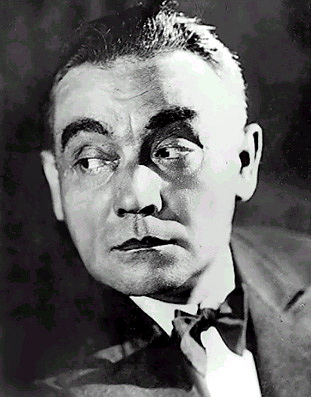
Stefan Jaracz

## Leben
Jaracz ging in Tarnów, Jasło, Bochnia und schließlich in Krakau zur Schule. In letztgenannter Stadt studierte er an der Jagiellonen-Universität Jura, Kunstgeschichte und Literatur, brach aber die Studiengänge vorzeitig ab, um sich ganz auf die Theaterschauspielerei zu konzentrieren. Jaracz ging nach Posen, wo er allerdings 1907 seinen Einberufungsbescheid von der k.u.k.-Armee erhielt. Von 1908 bis 1911 trat er in Łódź am Theater auf. Im darauf folgenden Jahr wechselte er nach Warschau, damals noch unter russischer Herrschaft stehend. Dort setzte Jaracz seine Bühnentätigkeit am Teatr Mały and Teatr Polski (1913) fort und gab obendrein sein Filmdebüt. 1915 geriet Jaracz in russische Kriegsgefangenschaft und kam infolgedessen erstmals nach Moskau. Nachdem Polen wieder staatliche Unabhängigkeit erlangte, kehrte Stefan Jaracz 1918 in die alte Heimat zurück. Dort konzentrierte er sich ganz auf die Bühnenarbeit und engagierte sich stark im Bereich des Experimentaltheaters. Bis 1928 ging Jaracz auf Gastspielreisen und besuchte dabei rund 90 Städte. 1930 übernahm er die Leitung des Warschauer Ateneum-Theaters und kehrte in dieser Zeit, während des Übergangs vom Stumm- zum Tonfilm, auch wieder vor die Kamera zurück. Bis 1936 sah man ihn in einer Reihe von Produktionen, die jedoch kaum außerhalb Polens gezeigt wurden. Die Besetzung seiner Heimat durchs Hitlers Wehrmacht 1939 unterbrach Stefans Jaraczs Bühnentätigkeit abrupt.
Als am 7. März 1941 der in Polen ansässige österreichische Filmschauspieler und Gestapo-Zuträger Igo Sym von polnischen Untergrundkämpfern in seiner Wohnung ermordet wurde, sollte dies auch für Stefan Jaracz dramatische Folgen haben. Er wurde zusammen mit einigen Kollegen verhaftet und in das berüchtigte Pawiak-Gefängnis gesteckt. Als Vergeltungsmaßnahme deportierte man im Auftrag von SiPo und SD ihn und über 1000 weitere Geiseln, darunter die Kollegen Bronisław Dardziński, Tadeusz Kański, Zbigniew Sawan und Leon Schiller, mit dem Jaracz in der Spielzeit 1932/33 gemeinsam die Leitung des Ateneums innehatte, am 6. April 1941 vorübergehend in das Konzentrationslager Auschwitz. Nach nur wenigen Wochen, am 15. Mai 1941, wurde Jaracz wieder auf freien Fuß gesetzt. Die Befreiung seiner Heimat überlebte Jaracz kaum mehr, eine sich abzeichnende Nachkriegskarriere wurde durch seinen sich rasch verschlechternden Gesundheitszustand, der zu seinem baldigen Tod wenige Monate nach Kriegsende führte, verhindert. Dem Künstler zu Ehren wurde nach seinem Tod Spielstätten in Łódź und Olsztyn in Stefan-Jaracz-Theater umbenannt, und auch das Ateneum in Warschau trägt seit 1951 den Namen seines langjährigen Leiters.

## Filme
- 1912: Oblakany. Dramat w Tworkach (Kurzfilm)
- 1913: Wykolejeni
- 1913: Obrona Częstochowy
- 1914: Bóg wojny
- 1921: Cud nad Wisłą
- 1923: Niewolnica milosci
- 1924: Skrzydlaty zwyciezca
- 1924: Śmierć za życie. Symfonia ludzkości
- 1928: Pan Tadeusz
- 1928: Przedwiośnie
- 1929: Ponad stieg
- 1930: Uroda zycia
- 1932: Księżna Łowicka
- 1932: Bezimienni bohaterowie
- 1934: Młody Las
- 1934: Kocha, lubi, szanuje
- 1935: Milosc maturzystki
- 1936: Pan Twardowski
- 1936: Róża
- 1936: Seine große Liebe (Jego wielka miłość)